# Democrația ateniană
Democrația ateniană a fost forma de guvernământ în Atena clasică. 

## Drepturile cetățenilor

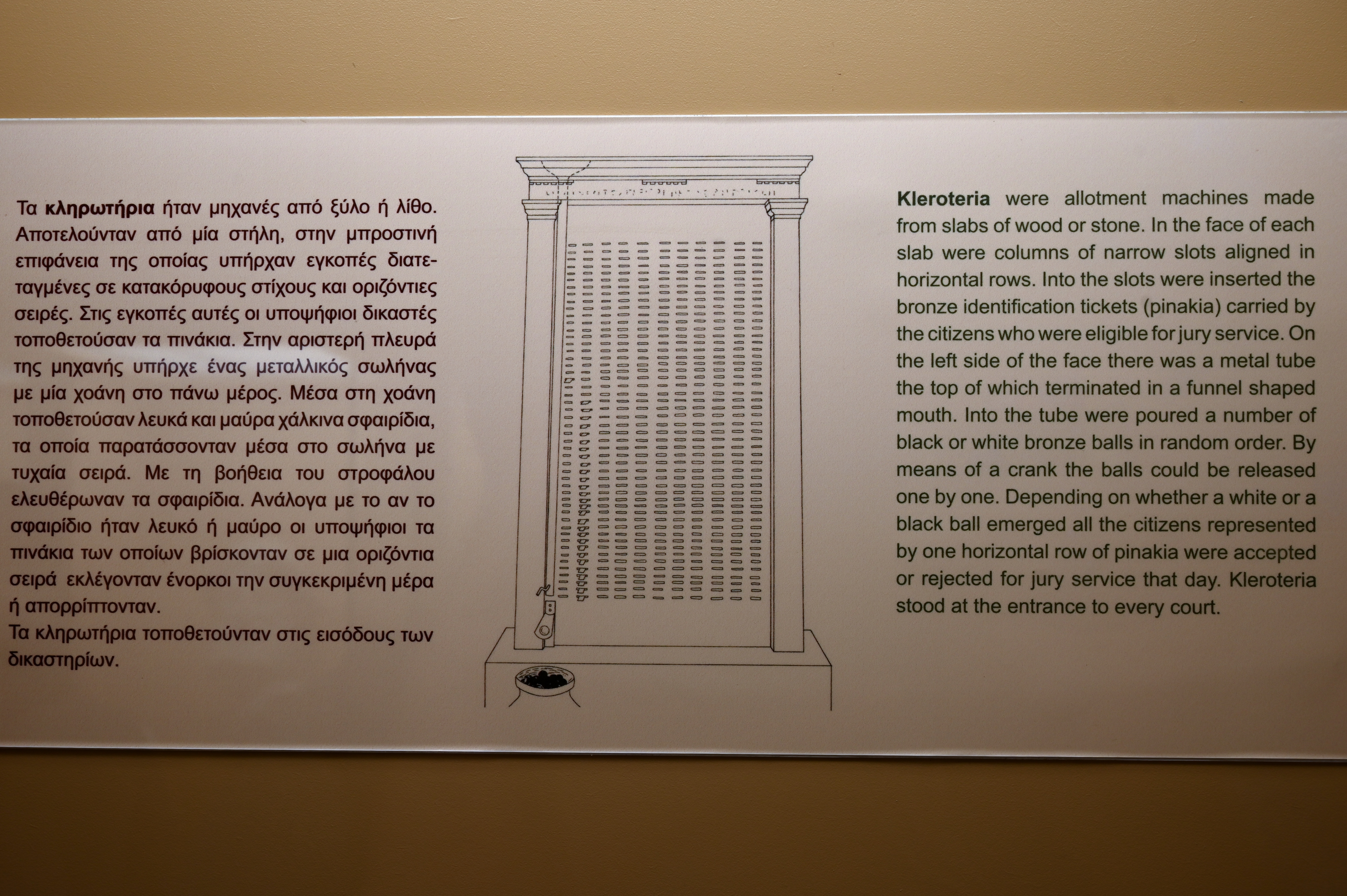
Alegerea și repartiția juraților către diferitele curți se făcea cu un dispozitiv de marmură numit Kleroterion, prevăzut cu un tub de metal pe care erau lăsate să cadă mai multe bile de alamă albe sau negre.

Cetățenii erau egali în fața legii (gr. isonomia) și aveau dreptul egal de a vorbi în adunări (gr. isegoria), indiferent de poziție socială sau avere. Cetățenii votau direct legile și aprobau deciziile executive într-un sistem de democrație directă. Numărul cetățenilor (locuitori cu drept de vot) varia între 30.000 și 50.000 din populația totală de aproximativ 250-300.000.

## Puterea legislativă, executivă și judecătorească

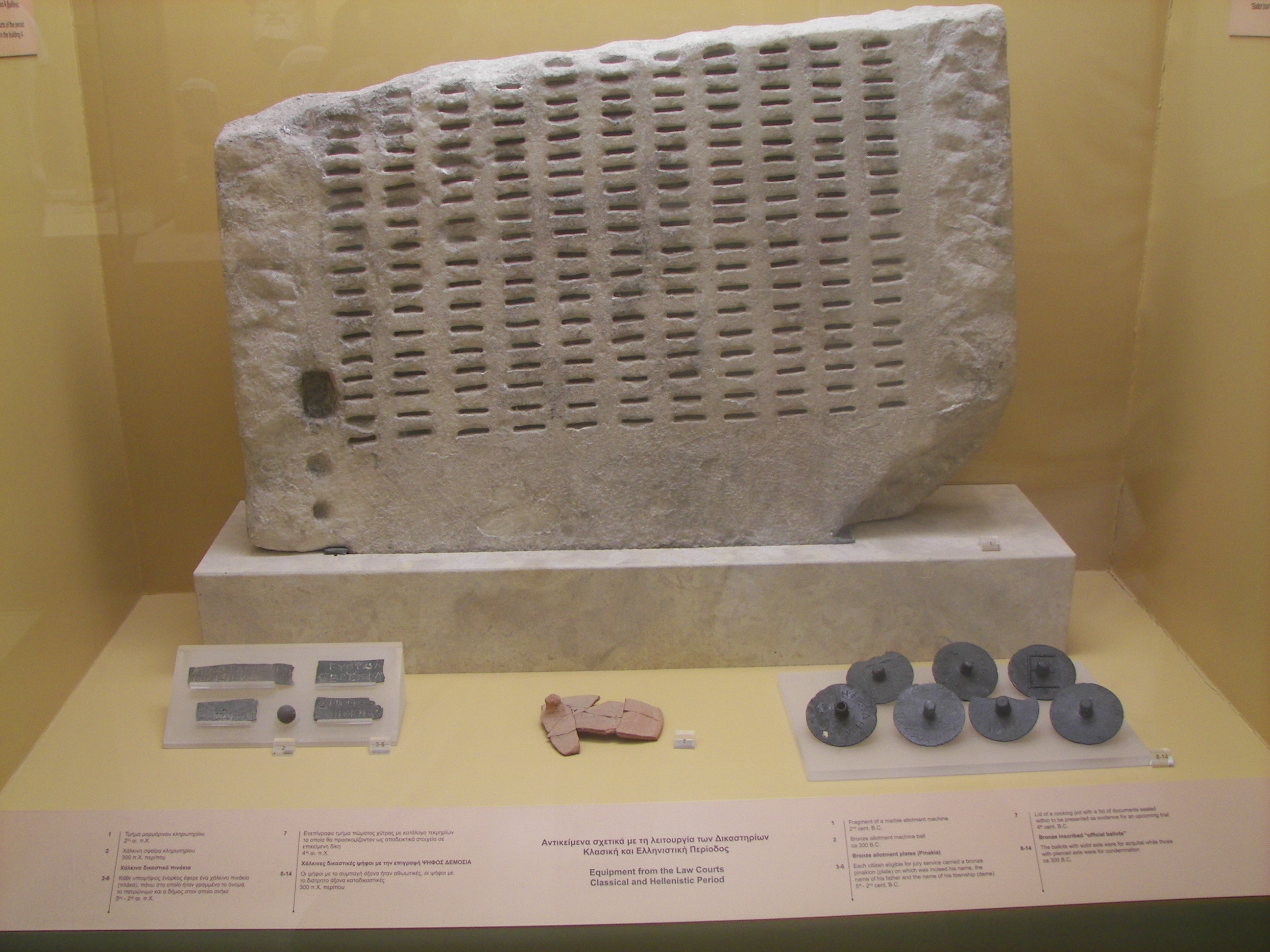
Plăcuțe cu numele cadidaților la juriu (stânga jos) care erau introduse în nișele săpate în piatră. În dreapta jos sunt jetoanele cu ax prin care se exprima votul.

Adunarea generală (gr. ekklesia) era autoritatea legislativă, formată din toți cetățenii. Adunarea vota asupra proiectelor de legi de pe ordinea de zi stabilită de Consiliu.
Consiliul celor 500 era autoritatea executivă. Era format din cetățeni aleși prin tragere la sorți, câte cincizeci din fiecare zece „ginte” sau „triburi”. Ei deliberau asupra intereselor orașului și, pentru a-și exercita funcția, fiecare trebuia să treacă o probă. Candidatul era înlăturat dacă nu era îndeajuns de onorabil. 
Autoritatea judecătorească era exercitată de curți de judecată, la care cetățenii participau în mod direct în mare număr ca jurați. 

## Istoricul democrației ateniene

### De laTezeulaDracon
Așezările din Atica se organizează sub autoritatea Atenei într-o regalitate ereditară în sec. X - IX î.Hr. (potrivit tradiției, în vremea lui Tezeu). În sec. VIII î.Hr. regalitățile sunt înlocuite cu guvernări aristocratice, mai întâi în Ionia, urmată de majoritatea orașelor-state (regalitatea se mai găsește doar în Macedonia, Epir, Sparta, Cirene și Taranto). 
La Atena, autoritatea regală este treptat îngrădită de eupatrizi (aristocrația ateniană), care impun regelui doi arhonți, probabil în jurul anului 800, unul ca șef al administrației, celălalt al armatei . 
Guvernarea era exercitată de un consiliu numit Sfatul Bătrânilor (gr. gerusia) , din 683/682 î.Hr. (conform tradiției). Acest consiliu administra justiția, controla administrația și numea înalții funcționari (arhonți) pe o perioadă de un an. Numărul arhonților s-a ridicat în secolul VII la 9. Cel mai important era „arhontele eponim”, adică judecătorul suprem care dădea numele anului în care fusese ales. Urmau „arhontele basileu” (șeful cultului religios), „arhontele polemarh” (conducătorul militar), iar ceilalți șase arhonți erau tesmoteții (sau legislatorii) care dictau legi și dispoziții juridice în toate cauzele civile. 
În 632, aristocratul Cilon, ginere al lui Teagene, tiranul Megarei, încearcă să profite de tensiunile sociale din Atena și, sprijinit de un grup de tineri aristocrați și mercenari ai lui Teagene, ocupă Acropole vrând să instituie tirania. Lipsit de sprijin popular, eșuează și este constrâns să părăsească orașul. 
În 620 î.Hr., Dracon, fost arhonte tesmotet primește puteri excepționale, fiind însărcinat să fixeze în scris legile cutumiare în circulație. Realizatorul primei codificări a dreptului atenian, Dracon stipulează pedeapsa cu moartea, aceasta fiind dată de către tribunale (până atunci Areopagul deținea întreaga putere judecătorească).

### Reformele luiSolon
În 594/593, Solon este ales arhonte cu puteri excepționale și diallektes (arbitru între demos și eupatrizi) pentru a reforma organizarea statului. El promulgă în același an prima constituție adevărată a Atenei, în vigoare până în 508 care crează premisele democrației ateniene. Este limitat privilegiul nașterii în favoarea proprietății private, împărțindu-se întreaga populație după venituri în 4 categorii: pentacosiomedimni, hippeis (sau „cavaleri”), zeughiți și theți, fiecare categorie având atribuții concrete în apărarea cetății. Solon creează Consiliul celor 400, o a doua „cameră” ca o contrapondere a Areopagului, în care fiecare din cele 4 triburi ale Atticii trimitea câte 100 de reprezentanți. Se instituie astfel principiul reprezentativității. 
Sunt înființate tribunale populare (gr. heliaiai), curți de apel la hotărârile Areopagului și arhonților, și sunt sporite atribuțiile Adunării generale (gr. ekklesia). 
În următoarele decenii se vor cristaliza în orașul-stat trei grupări: pediakoi (proprietari funciari din regiunile fertile), paralioi (locuitorii din timpurile de coastă, îndeosebi meșteșugari și negustori) și diakrioi (populația săracă din zonele de munte). 

### Tirania lui Pisistrate
În 561/560 profitând de conflictele dintre partidele paralioi (condus de Licurg) și pediakoi (condus de Megacle), Pisistrate, polemarh în războiul cu Megara (565), popular printre diakrioi pe care îi conduce, ocupă Acropole și se proclamă tiran. 
Coaliția dintre Licurg și Megacle îl obligă să părăsească orașul, dar revine chemat de Megacle, fiind din nou exilat, când îi sunt confiscate și averile. În 546, cu sprijin străin (din Naxos și Argos), Pisistrate debarcă în Attica și înfrânge forțele ateniene care i se opun la Pallene intrând fără nici o opoziție în Atena. Deși a dus o guvernare remarcabilă, menținând legislația lui Solon, desființând marile proprietăți, păturile sărace fiind sprijinite din finanțele statului reorganizate, realizând construcții impresionante el a înlocuit însă forța dreptului cu dreptul forței. 
Pisistrate încearcă să legitimeze tirania celor doi fii ai săi, Hippias și Hipparchos, care i-au succedat și au încercat inițial să continue politica lui. După asasinarea lui Hipparchos de către Harmodius și Aristogeiton în 514 au loc represiuni sângeroase. În 510 Hippias este obligat de armata comandată de regele Cleomene I și de atenienii nemulțumiți conduși de Clistene să părăsească Atena și să se refugieze în Tracia, apoi la curtea lui Darius I. 

### Constituția luiClistene
Revenit din exil după înlăturarea lui Hippias, Clistene din familia Alcmeonizilor înlătură în 509 cu sprijinul demosului oligarhia instituită cu ajutor spartan de către Isagoras. El transformă democratic constituția ateniană. 
Populația Atticii este împărțită teritorial, rezultând o reprezentativitate proporțională, în 10 triburi (phylii), alcătuite la rândul lor din tritii („a treia parte”) și deme sau în total 100 de circumscripții electorale. În reforma administrativă, „Consiliul celor 400” se transformă în „Consiliul celor 500” (gr. Bulé), din cetățeni cu peste 30 de ani aleși anual câte 50 de fiecare trib prin tragere la sorți. 
Consiliul pregătea lucrările Adunării și ordinea de zi a ședințelor, îndeplinea și controla funcțiile administrative, ocupându-se de problemele curente. Membrii consiliului primeau indemnizație. Cei 500 de membri nu se întrunea zilnic. Un comitet executiv permanent, compus din cei 50 de membri ai fiecărui trib, funcționa pe rând pentru 36 de zile. În fiecare zi unul din pritani, ales de ceilalți, prezida lucrările zilei respective și – dacă în acea zi se reunea și Adunarea Generală – prezida și lucrările Adunării. 
Cei 10 strategi sunt încă subordonați, la începutul sec.V i.e.n., arhontelui Polemarh. După ce funcțiile celor 9 arhonți (Clistene a adăugat un al zecele arhonte cu funcția de secretar, pentru ca numărul lor să corespundă cu cele zece triburi) au devenit onorifice, funcțiile arhontelui strateg – odinioară comandant suprem al armatei – le revin exclusiv celor 10 strategi. Aceștia erau aleși de Adunare, și nu trași la sorți, putând fi realeși de mai multe ori. Influența lor în societate a devenit considerabilă ceea ce explică și faptul că Pericle a fost unicul conducător real al Atenei deși era doar prim-strateg. Erau singurii care nu prezentau rapoarte anuale Ekklesiei. Tot ei, împreună cu arhonții desemnau și pe cei mai bogați cetățeni care trebuiau să facă un serviciu obligatoriu poporului (gr. leiturghia). Puteau fi judecați – cum s-a întâmplat chiar cu Pericle – și supuși unor pedepse grele, ca ostracizarea, confiscarea averii, deportarea, și chiar pedeapsa cu moartea – în caz de trădare sau de dezastruoase înfrângeri militare. 
În Adunarea Generală (Ekklesia) fiecare cetățean putea pune întrebări (dacă era autorizat de Adunare) și în limitele constituționale putea face orice propunere, sau putea fi tras la răspundere. Toți cetățenii bărbați cu peste 20 de ani erau membrii de drept ai Ekklesiei. Pentru a se lua o hotărâre mai importantă era nevoie de un minimum de 6000 de votanți (din totalul de cca. 40 000). Ordinea de zi era anunțată cu 4 zile înainte. Votarea se făcea liber, dar în anumite cazuri secret. Mai târziu participanții la Adunare primeau câte o indemnizație (gr. mistoforia). Întrunirile aveau loc la fiecare 5-10 zile. 
Pentru a se evita instaurarea unei noi tiranii este introdus ostracismul (în 507 de către Clistene): fiecare om politic care avea împotriva sa cel puțin 6000 de voturi este constrâns să plece 10 ani în exil. În fiecare an Adunarea era întrebată dacă are asemenea bănuieli. Ostracizatului nu i se formula vina, nu era o sentință, era doar o măsură preventivă, nu o pedeapsă. Această procedură a fost practicată de 10 ori în 90 de ani – până în 417 când ostracismul a fost abrogat. 
Administrarea justiției era încredințată tribunalelor cu jurați, în competența cărora intrau cele mai variate cauze, cu excepția celor rezervate Areopag-ului (de exemplu, cazuri de omor) și a crimelor împotriva orașului-state, judecate direct de Ekklesia. 
Constituția lui Clistene înlătura rămășițele orânduirii gentilice și încheie, în linii mari, procesul de cristalizare a democrației ateniene. În ultimii ani de viață (moare în 506), Clistene se consacră apărării reformelor sale împotriva intervenții externe spartane, beoțiene și corintice. 

### Temistocle
În anii 487 - 486 continuă democratizarea constituției ateniene: reprezentanții celei de-a doua clase cenzitare, cavalerii, sunt admiși la arhontat, funcție ocupată prin tragere la sorți; crește rolul celor 10 strategi desemnați de phylii (triburi) în dauna arhonților. Temistocle domină aproape un deceniu viața politică ateniană reușind să elimine prin ostracism (folosit pentru prima dată în 487) principalii săi adversari politici, conducători ai primei clase cenzitare – Xantip și Aristide. După ce a fost arhonte în 483 – 482, în 480, după înaintarea persană în Boeția, Temistocle este desemnat strateg autocrator și decide evacuarea Atenei. 
În 478-477 este fondată Liga de la Delos sau Liga Maritimă Delio-Atica condusă de Atena și prin care se realizează dominația Atenei în Grecia. Prin aceasta Atena încurajează în rândul cetăților membre afirmarea republicilor democrate. 
În 476, fiul lui Miltiade, Cimon, conducător al partidei oligarhice este ales strateg, iar în 474 – 473 obține ostracizarea lui Temistocle ( retras la Argos) și dă Areopagului dreptul de veto hotărârilor Adunării Generale.
În 462 – 461 partida democrată condusă de Efialte impune limitarea atribuțiilor Areopagului la procese de omicid și sacrilegiu. Magistrații atenieni devin răspunzători la expirarea funcției pentru toate hotărârile luate, membrii Consiliului celor 500 și ai colegiilor de judecată primesc indemnizație, dar Efialte este asasinat, iar noul conducător al demosului devine Pericle. În 458 sunt admiși la arhontat și zeughiți, a treia clasă cenzitară potrivit constituției lui Solon. 

### Pericle
În 454 Pericle transferă tezaurul Ligii de la Delos (tributul phoros) la Atena. Acesta este dat de membrii ligii fiind fixat la fiecare 4 ani de Consiliul atenian. În 447 proiectul lui Pericle de a convoca la Atena un congres panelenic eșuează în fața opoziției spartane. Între 443 – 429 Pericle este ales an de an strateg; moare însă în septembrie 429. 
După moartea sa apar lupte politice între Cleon, devenit liderul democraților radicali, partizani ai continuării războiului și Nicias, conducătorul partidei moderate favorabilă încheierii ostilităților cu Liga Peloponeziacă. În 420 Alcibiade, nepotul lui Pericle, elevul lui Socrate este ales strateg devenind lider al democraților și adversar al lui Nicias. 

### Oligarhia din 411 î.Hr.
În iunie 411 are loc o lovitură de stat oligarhică prin care Consiliul celor 400 ia locul Adunării Generale redusă la 5000 de membri ca organ suprem al statului și indemnizația este suprimată. Însă flota ateniană aflată în insula Samos nu recunoaște noul regim și alege ca strategi pe Trasibul și pe Alcibiade. În 410 democrația este restabilită, iar Cleofon, conducător al democraților radicali impune măsuri radicale.

### Oligarhia din 404/3 î.Hr.
Un regim oligarhic este impus de Sparta  în 404 î.Hr., numit „Al celor 30 de tirani”, o perioadă de represiune cruntă. Are însă o scurtă durată, fiind înlocuit cu democrația. 

## Democrația în alte orașe-stat
Alte orașe grecești au adoptat regimuri democratice, după modelul atenian. De exemplu: la Teba, Pelopidas și Epaminondas izgonesc în 379 garnizoana spartană instalată în 382 și instaurează democrația, trecând și la reorganizarea Ligii Beoțiene. În 371 ca urmare a înfrângerii Spartei de către Teba au loc un val de răsturnări democratice în polisurile Messina, Arcadia, Leuctra care au fost sub hegemonia Spartei.